# IBM 하이파 연구소

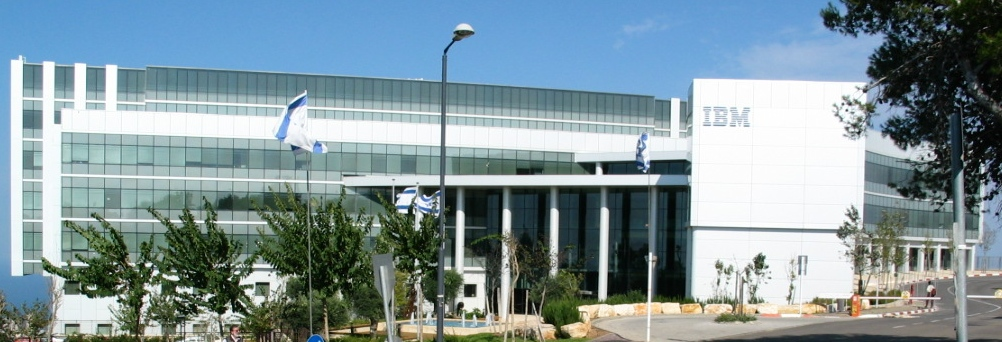
IBM 하이파 랩

IBM 하이파 연구소(The IBM Haifa Labs) 이스라엘 하이파에 소재한 IBM의 연구소이다. 하이파 리서치 랩(Haifa Research Lab, HRL), 하이파 디벨롭먼트 랩(Haifa Development Lab, HDL) 및 하이파 소프트웨어 랩(Haifa Software Lab, HSL)을 두고 있다.
600개 이상의 개별적인 연구가 이루어지고 있다. 25%의 연구진이 수학, 컴퓨터과학, 전기공학 관련의 박사 학위가 있다. 연구원들은 이스라엘의 고등 교육기관에서의 교육과 대학원생 논문 지도에도 관여하고 있다. 많은 연구원들이 탁월한 성과를 내어 IBM에서 주는 상을 많이 받아간다.
1972년 하이파 리서치 랩(HRL)은 IBM 과학 센터라는 이름으로 설립되었다. IBM 하이파 연구소에는 현재 600여 명 이상의 인원이 일하고 있고, 490여 명이 HRL에 속한다.
HRL 및 HDL은 하이파 대학 캠퍼스 내에 있다.

## 보도 기사
- IBM의 새로운 네트워크 스토리지 기술 iBoot